# Саженка (приток Упы)
Саженка — река в России, протекает по Одоевскому району Тульской области. Левый приток Упы.

## География
Река Саженка берёт начало севернее деревни Никольское. Течёт на северо-запад. Впадает в Упу у восточной окраины посёлка городского типа Одоев, в 51 км от устья Упы. Длина реки составляет 15 км, площадь водосборного бассейна — 57,2 км².

## Данные водного реестра
По данным государственного водного реестра России относится к Окскому бассейновому округу, водохозяйственный участок реки — Упа от истока и до устья, речной подбассейн реки — Бассейны притоков Оки до впадения Мокши. Речной бассейн реки — Ока.
Код объекта в государственном водном реестре — 09010100312110000019472.